# Juanmi Latasa
Juan Miguel Latasa Fernández Layos, noto semplicemente come Juanmi Latasa (Madrid, 23 marzo 2001), è un calciatore spagnolo, attaccante del Real Valladolid.

## Caratteristiche tecniche
È un centravanti dal fisico imponente, dotato tecnicamente, che spicca nel gioco aereo; abile nel dribbling e nell'uno contro uno, è veloce e bravo nell'attaccare la profondità.

## Carriera

### Club
Cresciuto nei settori giovanili di Unión Adarve e Real Madrid, con cui ha vinto una UEFA Youth League, dopo essersi messo in mostra come uno dei migliori talenti del Castilla, il 15 maggio 2022 esordisce in prima squadra, nella partita di Primera División pareggiata per 1-1 contro il Cadice
Il 26 agosto seguente passa in prestito al Getafe, con cui rimane anche per la stagione 2023-2024.
Ritornato al Real Madrid, il 14 agosto viene ufficialmente ingaggiato, a titolo definitivo, dal Real Valladolid, con cui firma un contratto quinquennale.

### Nazionale
Ha giocato nelle nazionali giovanili spagnole Under-19 ed Under-20.

## Statistiche

### Presenze e reti nei club
Statistiche aggiornate al 14 agosto 2024.
| Stagione                    | Squadra                     | Campionato                  | Campionato | Campionato | Coppe nazionali | Coppe nazionali | Coppe nazionali | Coppe continentali | Coppe continentali | Coppe continentali | Altre coppe | Altre coppe | Altre coppe | Totale | Totale |
| Stagione                    | Squadra                     | Comp                        | Pres       | Reti       | Comp            | Pres            | Reti            | Comp               | Pres               | Reti               | Comp        | Pres        | Reti        | Pres   | Reti   |
| --------------------------- | --------------------------- | --------------------------- | ---------- | ---------- | --------------- | --------------- | --------------- | ------------------ | ------------------ | ------------------ | ----------- | ----------- | ----------- | ------ | ------ |
| 2019-2020                   | Real M. Castilla            | SDB                         | 5          | 0          | -               | -               | -               | -                  | -                  | -                  | -           | -           | -           | 5      | 0      |
| 2020-2021                   | Real M. Castilla            | SDB                         | 14+1       | 5          | -               | -               | -               | -                  | -                  | -                  | -           | -           | -           | 15     | 5      |
| 2021-2022                   | Real M. Castilla            | PDR                         | 30         | 13         | -               | -               | -               | -                  | -                  | -                  | -           | -           | -           | 30     | 13     |
| Totale Real Madrid Castilla | Totale Real Madrid Castilla | Totale Real Madrid Castilla | 49+1       | 18         |                 | -               | -               |                    | -                  | -                  |             | -           | -           | 50     | 18     |
| mag. 2022                   | Real Madrid                 | PD                          | 1          | 0          | CR              | -               | -               | UCL                | -                  | -                  | SS          | -           | -           | 1      | 0      |
| 2022-2023                   | Getafe                      | PD                          | 18         | 1          | CR              | 3               | 1               | -                  | -                  | -                  | -           | -           | -           | 21     | 2      |
| 2023-2024                   | Getafe                      | PD                          | 32         | 2          | CR              | 4               | 3               | -                  | -                  | -                  | -           | -           | -           | 36     | 5      |
| Totale Getafe               | Totale Getafe               | Totale Getafe               | 50         | 3          |                 | 7               | 4               |                    | -                  | -                  |             | -           | -           | 57     | 7      |
| 2024-2025                   | Real Valladolid             | PD                          | 0          | 0          | CR              | 0               | 0               | -                  | -                  | -                  | -           | -           | -           | 0      | 0      |
| Totale carriera             | Totale carriera             | Totale carriera             | 101        | 21         |                 | 7               | 4               |                    | -                  | -                  |             | -           | -           | 108    | 24     |

## Palmarès

### Club

#### Competizioni giovanili
- UEFA Youth League: 1

Real Madrid: 2019-2020